# Joseph von Sokcsevits

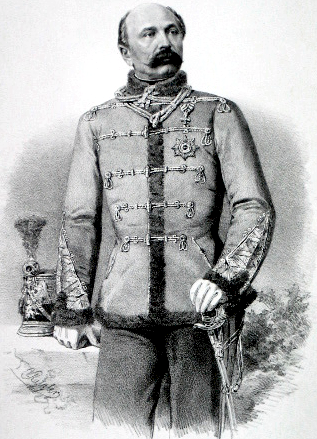
Joseph Freiherr von Sokcsevits 1863

Joseph Freiherr von Sokcsevits, kroatisch Josip barun Šokčević, (* 7. März 1811 in Winkowitz; † 16. November 1896 in Wien) war ein kroatischstämmiger k.k. Offizier (Feldzeugmeister), Inhaber des Linieninfanterieregiments Nr. 78, der Banater Grenzregimenter Nr. 10 und 11, Geheimer Rat, sowie Ban von Kroatien und Slavonien.

## Leben
Nach seiner Ausbildung an der Theresianischen Militärakademie in der Wiener Neustadt, die er mit Auszeichnung absolviert hatte, und seiner Ausmusterung am 10. Oktober 1830 als Fähnrich beim Infanterieregiment Nr. 2 Kaiser Alexander von Russland, entwickelte sich seine Offizierskarriere zügig. So wurde er bereits am  14. Jänner 1831 Leutnant bei Dom Miguel-Infanterieregiment Nr. 39 und zum 1. August 1833 Oberleutnant. 1837 war er Kapitänleutnant im Lombardischen Infanterieregiment Nr. 23 und am 1. August 1838 rückte er zum Hauptmann, dann im 2. Szekler-Grenzregiment Nr. 15 und dort am 20. Mai 1842 zum Major vor. Dabei war er gleichzeitig Adjutant und Referent im Generalkommando von Hermannstadt unter dem Kommandierenden General Feldmarschalleutnant Paul Freiherr von Wernhardt.

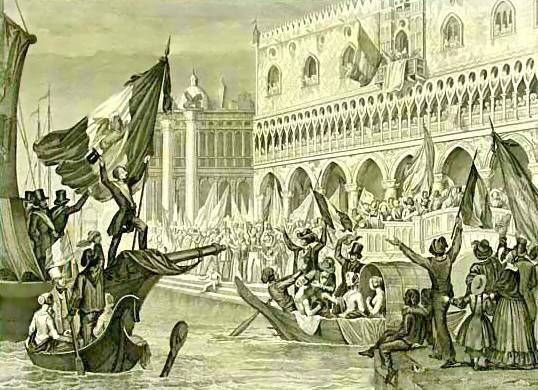
Ausrufung der Republik Venedig, März 1848

Nach seiner Versetzung zum Infanterieregiment Freiherr von Sivkovich wurde er dort am 20. April 1846 Oberstleutnant. In dieser Eigenschaft kam er am 29. Oktober 1846 zum Mariassy-Infanterieregiment Nr. 37, wo der Offizier am 30. Juni 1848 zum Oberst und Kommandanten dieses Regiments befördert wurde, wobei er dessen Loyalität gegenüber dem Kaiserhaus sicherstellte. Im Sommer 1849 nahm er mit dem Regiment an der Belagerung von Venedig bis zu dessen Übergabe teil.
Sokcsevits avancierte bereits am 16. Oktober 1849 zum Generalmajor und Brigadier in Petrinja, 1850 in Mitrowitz, sodann am 21. Juni 1854 Generaladjutant der vierten Armee unter Freiherrn von Hess. Für sein umsichtiges Handeln wurde er mit dem Militärverdienstkreuz geehrt.
Ab 17. Februar 1857 war er Feldmarschallleutnant und Chef des Präsidialbüros im Armeeoberkommando, ab März 1858 Geheimer Rat und Stellvertreter des kroatischen Banus Graf Jellačić, der aus gesundheitlichen Gründen beurlaubt worden war. Nach Jellačić' Tod folgte er dem neuen Ban Graf Coronini von Cronberg in dessen Amt als Gouverneur und Kommandierender General in der Woiwodschaft Serbien und Temeser Banat mit Sitz in Temeschburg am 28. Juli 1859. Nachdem er am 31. Dezember 1859 mit dem Orden der Eisernen Krone 1. Klasse dekoriert worden war, erhielt er den Freiherrnstand. Am 17. Jänner 1860 wurde er Inhaber des aus den Linieninfanterieregimentern Nr. 17, 47 und 53 neuformierten kroatisch-slavonischen Infanterieregiments Nr. 78 und schließlich am 29. Jänner 1860 zum lebenslangen außerordentlichen Reichsrat ernannt. 
Nach dem überraschenden Rücktritt Coroninis als Ban wurde der Freiherr auf  Empfehlung des Diakowarer Bischofs Joseph Georg Stroßmayer am 9. Juni 1860 zum Banus, obersten Kapitän und Kommandierenden General von Kroatien und Slawonien, Gouverneur von Fiume (Rijeka) und Oberpräsident der Banaltafel in Agram (Zagreb) ernannt. Dieses Amt bekleidete er sieben Jahre lang, bis zum 27. Juni 1867. Die zunächst kommissarische Ernennung seines Nachfolgers Baron Levin Rauch sollte den Widerstand der Kroatischen Nationalen Partei gegen eine Verständigung zwischen Kroatien und Ungarn brechen. Das Habsburgerreich wurde im selben Jahr als Doppelmonarchie Österreich-Ungarn rekonstituiert, Kroatien gelangte damit wieder unter ungarische Kontrolle.
Während seiner Dienstzeit als Ban wurde er am 4. Januar 1867 noch zum Feldzeugmeister ernannt. Er wurde am 1. Mai 1868 auf eigenen Wunsch in den Ruhestand versetzt.
Sokcsevits verbrachte seinen Lebensabend zuerst in Hochenegg bei Cilli und Graz, später in Wien, wo er auch verstarb.

## Auszeichnungen (Auswahl)
- K. k. Orden der Eisernen Krone 1. Klasse
- Großkreuz des Österreichischen Leopold-Ordens
- K. k. Militärverdienstkreuz Kaiser Franz Josephs I.
- Königlich preußischer Roter Adlerorden 2. Klasse mit Brillanten[10]
- Kaiserlich russischer St.-Anna-Orden 2. Klasse in Brillanten

## Wappen

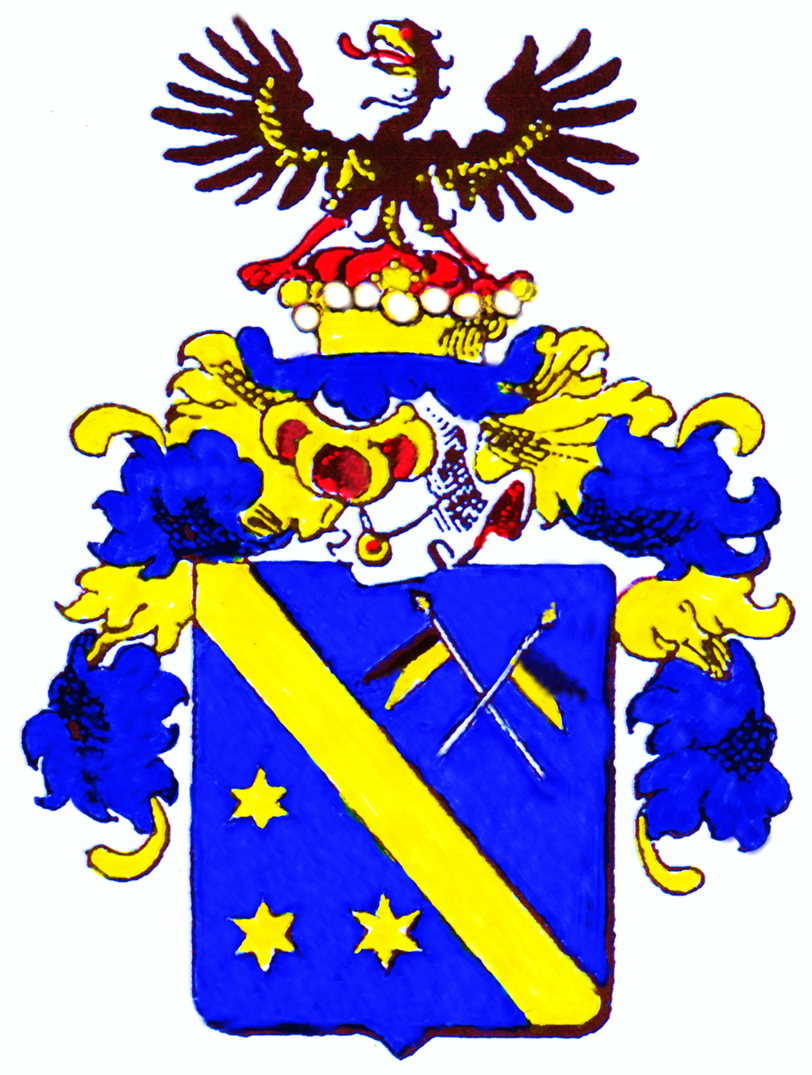
Wappen der Freiherrn von Sokcsevits

1860: Ein blauer Schild, von einem goldenen Balken schrägrechts durchzogen, welchen oben zwei von Schwarz über Gelb quergeteilte eingespitzte Fähnlein auf verschränkten schwarzen Schaften und unten drei goldene Sterne im rechts verschobenen Dreieck begleiten. Auf dem Schild ruht die Freiherrnkrone mit einem darauf ins Visier gestellten gekrönten Turnierhelm. Auf der Helmkrone steht ein ausgebreiteter schwarzer Adler mit ausgeschlagener roter Zunge. Die Helmdecken sind beiderseits blau mit Gold unterlegt. Als Schildhalter sind auf einer unter dem Schilde sich verbreitenden bronzefarbenen Arabeske zwei gegengekehrte goldene, rotbezungte Löwen angebracht.